# Les Petits As
Les Petits As (букв. Маленькие чемпионы) — юниорский теннисный турнир высшего уровня в возрастной категории до 14 лет, проходящий ежегодно с 1983 года в январе-феврале в Тарбе (Франция) на крытых кортах с хардовым покрытием. Один из наиболее престижных юниорских турниров (в 1994 году министр спорта Франции объявил, что турнир в Тарбе является самым престижным в мире для данной возрастной категории), «Les Petits As» иногда называют чемпионатом мира в возрасте до 14 лет; этот же титул указан на официальном сайте турнира.

## Общая информация
Идея международного детского турнира в Тарбе родилась в 1982 году, а уже в 1983 году был проведён первый турнир «Les Petits As» при участии 50 игроков из четырёх стран.
С 1986 года в рамках турнира проходят также соревнования на инвалидных колясках.
В турнире 2010 года приняли участие 350 юных теннисистов из 52 стран, а в предварительных отборах участвовали семь тысяч человек. Матчи турнира посетили 40 тысяч зрителей.

## Победители в одиночном разряде
Среди победителей «Les Petits As» — две будущих первых ракетки мира среди мужчин (Хуан-Карлос Ферреро и Рафаэль Надаль) и три будущих первых ракетки мира среди женщин (Мартина Хингис, Ким Клейстерс и Динара Сафина). В числе финалистов турнира были также будущие первые ракетки мира Линдсей Дэвенпорт (в 1990 году) и Жюстин Энен (в 1995 году) и будущий олимпийский чемпион в парном разряде Фернандо Гонсалес (в 1994 году).
| Год  | Юноши                  | Девушки                |
| ---- | ---------------------- | ---------------------- |
| 2025 | Марио Вукович          | Екатерина Доценко      |
| 2024 | Майкл Антониус         | Мария Макарова         |
| 2023 | Марк Себан             | Анна Пушкарёва         |
| 2022 | Тейс Богард            | Юлия Стусек            |
| 2021 | Максим Мрва            | Матильда Нгижоль-Карре |
| 2020 | Александр Пономарь     | Бренда Фругвиртова     |
| 2019 | Войтех Петр            | Линда Фругвиртова      |
| 2018 | Виктор Лилов           | Александра Эала        |
| 2017 | Лука Нарди             | Мария Тимофеева        |
| 2016 | Стефан Леустиан        | Марта Костюк           |
| 2015 | Цзэн Чжуньсинь         | Анастасия Потапова     |
| 2014 | Райан Руман            | Бьянка Андрееску       |
| 2013 | Самуэле Рамаццотти     | Кэтрин Беллис          |
| 2012 | Фрэнсис Тиафо          | Жаклин Кристиан        |
| 2011 | Хенрик Вирсхольм       | Елена Остапенко        |
| 2010 | Кентен Али             | Канами Цудзи           |
| 2009 | Никола Милоевич        | Юлия Путинцева         |
| 2008 | Эдвард Нгуен           | Дарья Гаврилова        |
| 2007 | Карлос Болуда-Пуркисс  | Анна Орлик             |
| 2006 | Карлос Болуда-Пуркисс  | Габриэла Дабровски     |
| 2005 | Чейз Бьюкенен          | Ксения Первак          |
| 2004 | Эндрю Томас            | Елена Куликова         |
| 2003 | Дональд Янг            | Тимея Бачински         |
| 2002 | Дилан Арнульд          | Тимея Бачински         |
| 2001 | Александр Красноруцкий | Воислава Лукич         |
| 2000 | Рафаэль Надаль         | Динара Сафина          |
| 1999 | Ришар Гаске            | Бетани Маттек          |
| 1998 | Мэтью Смит             | Лина Красноруцкая      |
| 1997 | Жюльен Мегре           | Ким Клейстерс          |
| 1996 | Поль-Анри Матьё        | Елена Панджич          |
| 1995 | Оливье Рохус           | Мирьяна Лучич          |
| 1994 | Хуан-Карлос Ферреро    | Анна Курникова         |
| 1993 | Миха Грегорч           | Стефани Халселл        |
| 1992 | Оливье Мути            | Мартина Хингис         |
| 1991 | Рэзван Сабэу           | Мартина Хингис         |
| 1990 | Максим Бойе            | Хайке Руш              |
| 1989 | Томми Симада           | Николь Лондон          |
| 1988 | Брайан Данн            | Анке Хубер             |
| 1987 | Райнхард Вавра         | Кимберли Кессарис      |
| 1986 | Майкл Чанг             | Лаксима Порури         |
| 1985 | Рихард Крайчек         | Сандрин Жаке           |
| 1984 | Фредерик Фонтан        | Эммануэль Дерли        |
| 1983 | Жан-Батист Болле       | Сибиль Ньо-Шато        |